# Leiopelmatidae
Los leiopelmátidos (Leiopelmatidae) son una familia de anfibios anuros primitivos restringidos a Nueva Zelanda. Actualmente está representado por 4 especies y un solo género (Leiopelma). Además, se conoce el género extinto Vieraella Reig, 1961, del Jurásico de Patagonia (Argentina).